# Січень 2008
Січень 2008 — перший місяць 2008 року, що розпочався у вівторок 1 січня та закінчився у четвер 31 січня.

## Події
- 1 січня
  - Мальта, Кіпр і Акротирі і Декелія увійшли до єврозони (ввели євро).
  - Головою Євросоюзу стала Словенія.
- 5 січня
  - Президентські вибори в Грузії.
- 13 січня
  - 13-та церемонія нагородження переможців Премії «Люм'єр».
  - 65-а церемонія вручення нагород премії «Золотий глобус».
- 14 січня
  - Зонд «MESSENGER» зробив перший проліт поблизу Меркурія, на орбіту навколо планети ж він вийде лише 18 березня 2011 року.
- 15 січня
  - Лист трьох щодо НАТО — лист-подання офіційної заяви щодо можливості приєднання України до Плану дій з членства в НАТО, який був підписаний Президентом України Віктором Ющенком, Прем'єр-міністром Юлією Тимошенко і головою Верховної Ради Арсенієм Яценюком.
- 20 січня
  - 1-й тур Президентських виборів у Сербії.
- 31 січня
  - Переможцем Кубку Першого каналу стало київське «Динамо».